# Nacka HK
Der Nacka HK ist ein 1976 gegründeter schwedischer Eishockeyklub aus Nacka. Die Mannschaft spielt in der Division 2.

## Geschichte
Der Nacka HK wurde 1976 unter dem Namen NSA-76 gegründet. Der Verein entstand durch die Zusammenlegung der Eishockeyabteilungen von Nacka SK, Skuru IK und Atlas Copco IF. Bereits 1980 erfolgte die Umbenennung in den jetzigen Namen. Die Mannschaft spielte von Beginn an in der damals noch zweitklassigen Division 1. Derzeit tritt die Mannschaft in der mittlerweile viertklassigen Division 2 an.
Besonders erfolgreich war die Fraueneishockeyabteilung, die in den Jahren 1988, 1989, 1990, 1991, 1992, 1993, 1994, 1996 und 1998 jeweils den schwedischen Meistertitel gewann. 1998 wechselte der Großteil der Frauenmannschaft zu Mälarhöjden/Bredäng Hockey und setzte dort die Erfolge fort.

## Bekannte ehemalige Spieler
- Charles Berglund
- Magnus Eriksson
- Johan Garpenlöv
- Jens Öhling
- Tommy Söderström
- Mats Sundin
- Dmytro Timashov
- Rolf Wanhainen